# یواس‌اس لانگ (دی‌دی-۳۹۹)
یواس‌اس لانگ (دی‌دی-۳۹۹) (به انگلیسی: USS Lang (DD-399)) یک کشتی بود که طول آن 341 ft 1 in بود. این کشتی در سال ۱۹۳۸ ساخته شد.